# Max Records

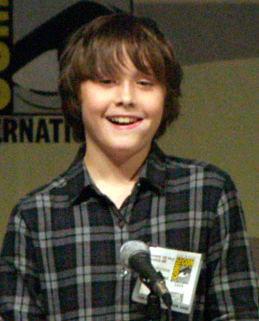
Max Records auf der San Diego Comic-Con 2009

Maxwell „Max“  Records (* 18. Juni 1997) ist ein US-amerikanischer Schauspieler. 

## Leben
Records spielte zunächst eine kleine Nebenrolle in einem Video der Indierock-Band Death Cab for Cutie. Bekannt wurde er in der Rolle des Max in der Verfilmung des gleichnamigen Buches Wo die wilden Kerle wohnen von Maurice Sendak. Für diese Rolle gewann er 2010 einen Young Artist Award in der Kategorie Bester Hauptdarsteller in einem Spielfilm und wurde bei den Saturn Awards als Bester Nachwuchsschauspieler nominiert. Eine weitere Rolle übernahm er in der Abenteuerkomödie Brothers Bloom. 
Seine Eltern sind Jenny Fleenor, eine Bibliothekarin, und Shawn Records, ein Fotograf und Lehrer an einigen Schulen in Portland. Shawn veröffentlichte 2009 den Fotoband „Owner Of This World“, welcher die Dreharbeiten am Film Wo die wilden Kerle wohnen aus seiner Sicht, als Vater von Max, dokumentiert. Max lebt mit seinen Eltern und seinem kleinen Bruder Sam in Nord-Portland, wo er eine öffentliche Schule besucht. Er ist Vegetarier aus Überzeugung, weswegen er auch im Alter von acht Jahren die Protestaktion Für vegetarische Optionen in der Schulkantine anführte.

## Filmografie (Auswahl)
- 2006: Directions
- 2008: Brothers Bloom (The Brothers Bloom)
- 2009: Wo die wilden Kerle wohnen (Where the Wild Things Are)
- 2011: Bad Sitter (The Sitter)
- 2016: I Am Not a Serial Killer

## Auszeichnungen und Nominierungen
| Tabellarische Übersicht der Auszeichnungen und Nominierungen | Tabellarische Übersicht der Auszeichnungen und Nominierungen | Tabellarische Übersicht der Auszeichnungen und Nominierungen | Tabellarische Übersicht der Auszeichnungen und Nominierungen | Tabellarische Übersicht der Auszeichnungen und Nominierungen |
| Jahr                                                         | Auszeichnung                                                 | Für                                                          | Kategorie                                                    | Resultat                                                     |
| ------------------------------------------------------------ | ------------------------------------------------------------ | ------------------------------------------------------------ | ------------------------------------------------------------ | ------------------------------------------------------------ |
| 2010                                                         | Young Artist Award                                           | Wo die wilden Kerle wohnen                                   | Bester Hauptdarsteller in einem Spielfilm                    | Gewonnen                                                     |
| 2010                                                         | Saturn Award                                                 | Wo die wilden Kerle wohnen                                   | Bester Nachwuchsschauspieler                                 | Nominiert                                                    |